# Hortense Luz
Hortense Luz (Lisboa, 8 de Fevereiro de 1900 — Lisboa, 13 de Agosto de 1984) foi uma actriz portuguesa do século XX.

## Biografia
Hortense Luz nasceu a 8 de Fevereiro de 1900 em Lisboa no seio de uma família ligada ao teatro (o irmão João Guilherme era cenógrafo), frequentou o conservatório, tendo terminado o curso em 1918 com a nota de 18 valores.
Nesse mesmo ano estreou-se no Teatro Sá da Bandeira, na peça A Vizinha do Lado, levada à cena pela Companhia de Maria Matos.
Estrela de várias revistas e das operetas, casa nos anos 20 com Mário Pombeiro, com quem funda uma companhia teatral que levava o seu nome, e onde actores como Eugénio Salvador se vão estrear no teatro. Com a companhia faz várias digressões às colónias Africanas de Portugal, e ao Brasil. A Companhia Hortense Luz é na realidade uma das que mais virão a fazer digressões nas colónias africanas.
Em 1927 Hortense Luz foi eleita “1.ª figura de cartaz” pelo público, e em 1928, já como empresária, apresenta o grande êxito de 1928 A Rambóia com Corina Freire, António Silva, Ema de Oliveira e Francis Graça.
No final dos anos 30 começa também a colaborar na rádio e em filmes; participa em 1938 no primeiro filme dobrado em português, nos estúdios da Tobis Portuguesa, O Grande Nicolau, um filme francês distribuído pela Filmes Império. Na dobragem participam os actores Vasco Santana, Alberto Ghira, ou Ribeirinho. Mais tarde, com o advento da RTP, participa em vários programas, entre os quais apresenta Melodias de Sempre, na companhia de Jorge Alves, bem como em peças de teatro e filmes.
Em 1932 vai com a sua companhia até Angola, para a inauguração a 1 de Janeiro do Cine Teatro Nacional em Luanda, com a revista Zabumda.
Nos anos 40 participa em peças da companhia "Comediantes de Lisboa" de António Lopes Ribeiro.
A sua última participação numa revista foi na Delírio em Lisboa em 1959. Retira-se dos palcos em meados dos anos 70.
Hortense Luz faleceu em Agosto de 1984 em Lisboa.
A maioria do seu espólio (fatos de cena, fotografias, guiões, etc), foi doada pela família ao Museu Nacional do Teatro.
Tem ruas com o seu nome em Barbacena, Odivelas e na Costa de Caparica.

## Participações

### Teatro
- A Vizinha do Lado (1918)
- Traulitania (1919)
- A Rambóia (1928)
- O Grão de Bico (1931)
- O Jorge Cadete (1931)
- Zabumda (1932)
- Revista das Revistas (1932)
- Três Num Automóvel (1952)
- Andam Maridos no Ar (1953)[6]
- Mulheres há muitas (1954)
- Ela Não Gostava do Criado (1957)[7]
- Delírio em Lisboa (1959)
- A Barca Sem Pescador (1966)[8]

### Cinema
- A Vizinha do Lado (1945)
- Os Vizinhos do Rés-do-Chão (1947)
- Não Há Rapazes Maus (1948)
- O Costa d'África (1954)

### Televisão
- Os Televizinhos (série, 1957)
- Lisboa em Camisa (série, 1960)[9]
- Melodias de Sempre (programa de variedades, 1962-1968)
- A TV Através dos Tempos (mini-série, 1964)
- Romance na Serra (teleteatro, 1964)
- Cruzeiro de Férias (série, 1965)[10]
- Riso e Ritmo (programa de variedades, 1968)
- Fantasio (teleteatro, 1969)

...